# Nordisk Kultur Institut
Nordisk Kultur Institut  er et tværvidenskabeligt institut for kulturpolitisk forskning. Instituttet udfører forskningsopgaver på projektbasis med humanistiske og samfundsvidenskabelige forskere fra ind- og udland knyttet til de forskellige studier. 
Kultursociologen Peter Duelund står bag instituttet.